# Јол
Јол (енгл. Youghal, ир. Eochaill) је град у Републици Ирској, у југозападном делу државе. Град је у саставу округа округа Корк и важан је град за округ.

## Природни услови
Град Јол се налази у југозападном делу ирског острва и Републике Ирске и припада покрајини Манстер. Град је удаљен 240 километара југозападно од Даблина. Град Корк се налази 50 километара западно од Јолa.
Јол је смештен у јужној Ирској. Подручје града је равничарско и плодно. Град се образовао на естуару реке Блеквотер у Атлантски океан.
Клима: Клима у Јолу је умерено континентална са изразитим утицајем Атлантика и Голфске струје. Стога град одликује блага и веома променљива клима.

## Историја
Подручје Јола било насељено већ у време праисторије. Дато подручје је освојено од стране енглеских Нормана у крајем 12. века. Већ
1209. године град је добио градска права. Насеље је вековима имало градска обележја, па је данашње градско језгро добро очувано.
Јол је од 1921. године у саставу Републике Ирске. нагли развој града започео је тек последњих деценија, посебно са ширењем утицаја оближњег Корка, када је почело и нагло повећавање броја становника.

## Становништво
Према последњим проценама из 2011. године. Јол је имао око 7,5 хиљада становника у граду. Последњих година број становника у граду се нагло повећава.

## Збирка слика
- Старо језгро Јола
- Стара градска лука и река Блеквотер
- Богоридичина црква, главна у граду
- Градски часовник